# Episodi di Billy il bugiardo (serie televisiva 1973) (prima stagione)
La prima stagione della serie televisiva Billy il bugiardo è stata trasmessa in anteprima nel Regno Unito dalla Independent Television tra il 26 ottobre 1973 e il 18 gennaio 1974.
| nº | Titolo originale                | Titolo italiano | Prima TV UK      | Prima TV Italia |
| -- | ------------------------------- | --------------- | ---------------- | --------------- |
| 1  | Billy and the Party Spirit      |                 | 26 ottobre 1973  |                 |
| 2  | Billy and the French Connection |                 | 2 novembre 1973  |                 |
| 3  | Billy and the Lost Weekend      |                 | 9 novembre 1973  |                 |
| 4  | Billy and the Monster           |                 | 16 novembre 1973 |                 |
| 5  | Billy and the Cornish Split     |                 | 23 novembre 1973 |                 |
| 6  | Billy and the Freudian Slip     |                 | 30 novembre 1973 |                 |
| 7  | Billy and the Night In          |                 | 7 dicembre 1973  |                 |
| 8  | Billy and the Long Lunch        |                 | 14 dicembre 1973 |                 |
| 9  | Billy and the Gift of the Magi  |                 | 21 dicembre 1973 |                 |
| 10 | Billy and the Au Pair           |                 | 28 dicembre 1973 |                 |
| 11 | Billy and the Key of the Door   |                 | 4 gennaio 1974   |                 |
| 12 | Billy and Pandora's Box         |                 | 11 gennaio 1974  |                 |
| 13 | Billy and the Alter Ego         |                 | 18 gennaio 1974  |                 |
| 14 | Billy Liar                      |                 | dicembre 1973    |                 |